# Biserica „Acoperamântul Maicii Domnului” din Carabetovca
Biserica „Acoperamântul Maicii Domnului” este o biserică amplasată în Carabetovca, raionul Basarabeasca, Republica Moldova. Este un monument arhitectural de importanță națională inclus în Registrul monumentelor Republicii Moldova ocrotite de stat cu nr. 11 (raionul Basarabeasca). Datează din sec. XIX.